# 나타촌 (이시카와현)
나타촌(那谷村)은 이시카와현 에누마군에 존재했던 촌이다.

## 지리
- 현재 고마쓰시 남서부. 나타절이 있는 마을이다.
- 농업, 제조업 등이 마을의 주요 산업이었다.

## 역사
- 1889년 4월 1일 - 정촌제 시행에 의해 3개 촌의 구역을 가지고 성립하였다.
- 1914년 - 온센전철(훗날 호쿠리쿠 철도 연락선)이 개통되어 나타역이 설치되었다.
- 1955년 4월 1일 - 고마쓰시에 편입되었다.